# Henryk Brzostowski
Henryk Wiktor Brzostowski (ur. 12 kwietnia 1912 w Wilnie, zm. 21 grudnia 1976 w Sydney) – polski agrotechnik, oficer piechoty Wojska Polskiego II Rzeczypospolitej i Polskich Sił Zbrojnych.

## Życiorys
Studiował w Wyższej Szkole Gospodarstwa Wiejskiego w Cieszynie, walczył podczas kampanii wrześniowej. Został aresztowany na Litwie, a następnie przetransportowany w głąb Związku Radzieckiego. Został zwolniony w ramach amnestii, a następnie przedostał się do Armii Andersa, z którą przeszedł w szeregach 5 Kresowej Dywizji Piechoty szlak bojowy przez Bliski Wschód i Włochy z 2 Korpusem Polskim Polskich Sił Zbrojnych. Jako porucznik 5 Baonu C.K.M. walczył w bitwie o Monte Cassino. Został odznaczony Krzyżem Pamiątkowym Monte Cassino nr 24452. W 1944 w stopniu kapitana został przeniesiony do rezerwy dzięki wstawiennictwu Ministerstwa Oświaty Rządu RP na uchodźstwie, a następnie skierowany do delegatury w Nairobi. Z ramienia ministerstwa został nauczycielem w gimnazjum kupieckim  i na kursach rolnych w osiedlu polskim w Tangerze. W 1949 osiedla polskie zostały rozwiązane, a Henryk Brzostowski został group managerem na farmie należącej do Overseas Food Corporation, a następnie kierownikiem farmy w Grambo. Stamtąd przeniósł się do Kongwa, gdzie powierzono mu stanowisko kierownika stacji doświadczalnej Pasture Research Station. Od 1959 mieszkał w Australii, gdzie pracował w Commonwealth Scientificand Industrial Research Organisation, Division of Entomology w Canberze. Od 1985 był członkiem Polskiego Towarzystwa Naukowego na Obczyźnie. Spoczywa na Woden Cemetery.
Dorobek naukowy Henryka Brzostowskiego stanowi trzynaście prac naukowych, których osiem dotyczy botaniki i ekologii pastwisk w Afryce, a pięć hodowli komórek i wirusologii o charakterem pionierskim.